# クリス・ローリー
クリストファー・ライアン・ローリー（Christopher Ryan Rowley, 1990年8月14日 - ）は、アメリカ合衆国ジョージア州アトランタ出身の元プロ野球選手（投手）。右投右打。

## 経歴

### プロ入り前
高校卒業後にアメリカ合衆国陸軍士官学校へ進学し、一時期はブルガリアにあるアメリカ陸軍のオペレーション・アトランティック・レスキューに30ヶ月勤務した。
2010年から2013年までは同校の野球チームであるアーミー・ブラックナイツでプレーしていた。

### プロ入りとブルージェイズ時代
2013年6月にトロント・ブルージェイズと契約してプロ入りした。この年は傘下のルーキー級ガルフ・コーストリーグ・ブルージェイズでプロデビューし、9試合（先発5試合）に登板して4勝0敗・防御率1.10・39奪三振の成績を残した。
2014年からの2年間は陸軍勤務のため、プレーしなかった。
2016年は3年ぶりに登板を果たし、A+級ダニーデン・ブルージェイズでプレーした。31試合（先発14試合）に登板して10勝3敗・防御率3.49・86奪三振の成績を残した。
2017年は開幕をAA級ニューハンプシャー・フィッシャーキャッツで迎えた。5月にAA級で先発ローテーションに入った。AAA級バッファロー・バイソンズでは中継ぎに配置転換されたが、3試合に登板した後、先発に復帰。第5先発のジョー・ビアジーニが故障者リスト入りしていたチーム事情から第5先発を確保するため、8月11日にメジャー昇格が決定し、12日にメジャー契約を結んでアクティブ・ロースター入りした。メジャーデビューとなった同日のピッツバーグ・パイレーツ戦で先発すると、5.1回を1失点の投球でメジャー初勝利を挙げた。この年メジャーでは6試合（先発3試合）に登板して1勝2敗・防御率6.75・11奪三振の成績を残した。オフの11月20日に40人枠を外れる形でAAA級バッファローへ配属された。
2018年のスプリングトレーニングには招待選手として参加する。開幕をAAA級バッファローで迎えた。7月14日にメジャー契約を結んでアクティブ・ロースター入りしたが、16日にマイナー・オプションでAAA級バッファローに配属された。

### レンジャーズ時代
2018年7月23日にウェイバー公示を経てテキサス・レンジャーズへ移籍し、マイナー・オプションでAAA級ラウンドロック・エクスプレスに配属された。9月10日に40人枠から外れた。10月5日にFAとなった。

### パドレス傘下時代
2019年2月28日にサンディエゴ・パドレスとマイナー契約を結んだ。オフの11月4日にFAとなった。

### ツインズ傘下時代
2020年1月28日にミネソタ・ツインズとマイナー契約を結んだ。オフの11月2日にFAとなった。
2021年はどこのチームにも所属しなかった。

## 投球スタイル
投球の半分以上をシンカーが占めており、それにチェンジアップ、スライダー、カッターを交える。フォーシームやカーブは滅多に投げない。

## 人物
グレッグ・マダックスに憧れて育った。

## 詳細情報

### 年度別投手成績
| 年 度    | 球 団    | 登 板 | 先 発 | 完 投 | 完 封 | 無 四 球 | 勝 利 | 敗 戦 | セ 丨 ブ | ホ 丨 ル ド | 勝 率 | 打 者 | 投 球 回 | 被 安 打 | 被 本 塁 打 | 与 四 球 | 敬 遠 | 与 死 球 | 奪 三 振 | 暴 投 | ボ 丨 ク | 失 点 | 自 責 点 | 防 御 率 | W H I P |
| -------- | -------- | ----- | ----- | ----- | ----- | -------- | ----- | ----- | -------- | ----------- | ----- | ----- | -------- | -------- | ----------- | -------- | ----- | -------- | -------- | ----- | -------- | ----- | -------- | -------- | ------- |
| 2017     | TOR      | 6     | 3     | 0     | 0     | 0        | 1     | 2     | 0        | 0           | .333  | 89    | 18.2     | 24       | 4           | 10       | 0     | 0        | 11       | 1     | 1        | 14    | 14       | 6.75     | 1.82    |
| 2018     | TOR      | 2     | 0     | 0     | 0     | 0        | 0     | 1     | 0        | 0           | .000  | 6     | 0.2      | 2        | 1           | 1        | 1     | 0        | 0        | 0     | 0        | 4     | 3        | 40.50    | 4.50    |
| MLB：2年 | MLB：2年 | 8     | 3     | 0     | 0     | 0        | 1     | 3     | 0        | 0           | .250  | 95    | 19.1     | 26       | 5           | 11       | 1     | 0        | 11       | 1     | 1        | 18    | 17       | 7.91     | 1.91    |

- 2021年度シーズン終了時

### 背番号
- 45（2017年）
- 47（2018年）